# 陶稱
陶稱（?—?），晉朝官員。陶侃之子。

## 生平
個性“虓勇不倫”，官至南中郎將，監江夏隨義陽三郡軍事、江夏相。陶称察覺庾亮有異志，便报告王導，但王導不以為意說：“吾与元规，休戚是同，悠悠之谈，宜绝智者之口”。咸康五年（339），陶稱到達夏口，帶領二百士兵面見庾亮，這時庾亮大會臣佐，当众斥责陶称前后所犯的过失，陶称恐惧，伏地拜谢。最後庾亮以“肆縱醜言，無所顧忌、要結諸將，欲阻兵構難”等原因處死陶稱。陶侃生前有恩於庾亮，次年一月，庾亮亦病死。